# Tân Hưng, Hưng Yên
Tân Hưng là một xã thuộc tỉnh Hưng Yên, Việt Nam.

## Địa lý
Xã Tân Hưng nằm ở phía đông tỉnh Hưng Yên, có vị trí địa lý:
- Phía đông giáp xã Long Hưng và xã Tiên Lữ.
- Phía tây giáp phường Phố Hiến và phường Hồng Châu.
- Phía bắc giáp xã Hoàng Hoa Thám.
- Phía nam giáp xã Bắc Lý của tỉnh Ninh Bình, có ranh giới tự nhiên là sông Hồng.

## Lịch sử
Ngày 6 tháng 8 năm 2013, Chính phủ ban hành Nghị định 95/NQ-CP về việc điều chỉnh toàn bộ diện tích tự nhiên và nhân khẩu của xã Tân Hưng thuộc huyện Tiên Lữ về thành phố Hưng Yên quản lý.
Ngày 16 tháng 6 năm 2025, Ủy ban Thường vụ Quốc hội ban hành Nghị quyết số 1666/NQ-UBTVQH15 về việc sắp xếp các đơn vị hành chính cấp xã của tỉnh Hưng Yên năm 2025. Theo đó, sắp xếp toàn bộ diện tích tự nhiên, quy mô dân số của các xã Thủ Sỹ, Phương Nam và Tân Hưng thành xã mới có tên gọi là xã Tân Hưng.